# مارکوس ای. کولیچ
مارکوس ای. کولیچ (به انگلیسی: Marcus Allen Coolidge) سناتور سابق عضو حزب دموکرات ایالات متحده آمریکا بود. وی در سال ۱۹۳۱ تا ۱۹۳۷ میلادی سناتور ایالت ماساچوست در سنای ایالات متحده آمریکا بود.